# Рамирес, Педро Пабло
Пе́дро Па́бло Рами́рес (исп. Pedro Pablo Ramírez; 30 января 1884 — 12 мая 1962) — аргентинский военный, самопровозглашённый президент Аргентины в 1943—1944 годах.

## Биография
По окончании Аргентинского военного колледжа в 1904 году в звании младшего лейтенанта Рамирес был назначен на должность первого лейтенанта кавалерии в 1910 году. В 1911 году он отправился в Германию для обучения в 5-м гусарском полку кайзера Вильгельма. Он вернулся на родину в 1913 году с женой-немкой. Оказывал помощь Хосе Феликсу Урибуру во время переворота, который отстранил от власти Иполито Иригойена в 1930 году. После этого Рамирес отправился в Рим, где находился в должности военного наблюдателя при армии Бенито Муссолини до своего возвращения в Аргентину в 1932 году.
Когда в Аргентине проходили свободные выборы, генерал Рамирес работал в тени и планировал возвращение фашизма к власти. В 1942 году Рамирес был назначен на пост министра обороны в правительстве президента Рамона Кастильо и начал реорганизацию аргентинской армии. Однако Кастильо уволил Рамиреса на заседании кабинета 18 мая 1943 года. Через две недели, 4 июня 1943 года, Рамирес поддержал Артуро Росона в устранении правительства Кастильо, после чего был вновь назначен на пост военного министра. Через три дня после этого, 7 июня, Рамирес способствовал устранению Росона с поста главы государства и пытался удержать нейтралитет Аргентины во Второй мировой войне. В то время Аргентина была зажата между двумя сторонами: Британией, которая настаивала на нейтралитете страны, и США, которые пытались втянуть Аргентину в войну на стороне союзников. Несмотря на это, Рамирес остался нейтральным, из-за чего США отказали Аргентине в ленд-лизе. Наконец, Аргентина объявила войну Германии и Японии, когда правительство возглавил Эдельмиро Фаррель.
Участвовал в создании государственной оборонной компании DGFM (Dirección General de Fabricaciones Militares).